# Bán lẻ

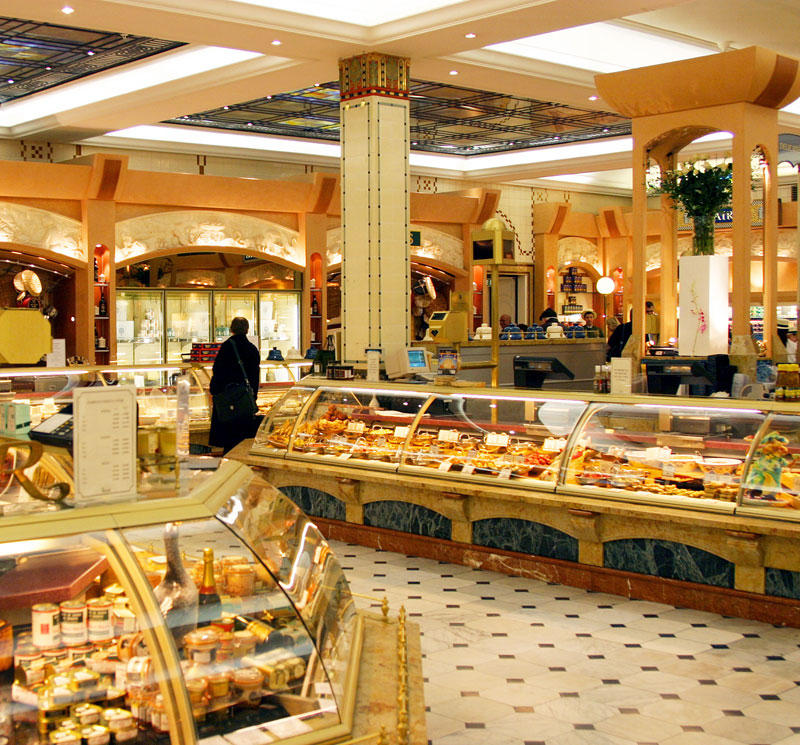
Bên trong một cửa hàng bán lẻ thực phẩm

Bán lẻ là quá trình bán hàng hóa hoặc dịch vụ tiêu dùng cho khách hàng thông qua nhiều kênh phân phối để kiếm lợi nhuận. Các nhà bán lẻ đáp ứng nhu cầu được xác định thông qua một chuỗi cung ứng. Thuật ngữ "nhà bán lẻ" thường được áp dụng khi nhà cung cấp dịch vụ xử lý hàng loạt các đơn hàng nhỏ của một số lượng lớn các cá nhân, là người dùng cuối, thay vì đơn đặt hàng lớn của một số lượng nhỏ khách hàng bán buôn, doanh nghiệp hoặc chính phủ. Mua sắm thường đề cập đến hành động mua sản phẩm. Đôi khi điều này được thực hiện để có được hàng hóa cuối cùng, bao gồm các nhu yếu phẩm như thực phẩm và quần áo; đôi khi nó diễn ra như một hoạt động giải trí. Mua sắm giải trí thường liên quan đến mua sắm cửa sổ và đi xem hàng: điều này không phải lúc nào cũng dẫn đến việc mua hàng.
Chợ và các cửa hàng bán lẻ có một lịch sử rất cổ xưa, chúng tồn tại từ thời cổ đại. Một số nhà bán lẻ sớm nhất là những người bán hàng rong. Trong nhiều thế kỷ, các cửa hàng bán lẻ đã được chuyển đổi từ "các gian hàng thô lậu" sang các trung tâm mua sắm phức tạp của thời kỳ hiện đại.
Hầu hết các nhà bán lẻ hiện đại thường đưa ra nhiều quyết định cấp chiến lược bao gồm loại cửa hàng bán lẻ, thị trường sẽ phục vụ, phân loại sản phẩm tối ưu, dịch vụ khách hàng, dịch vụ hỗ trợ và định vị thị trường chung của cửa hàng. Khi kế hoạch bán lẻ chiến lược được thực hiện, các nhà bán lẻ nghĩ ra hỗn hợp bán lẻ bao gồm sản phẩm, giá cả, địa điểm, khuyến mãi, nhân sự và thuyết trình. Trong thời đại kỹ thuật số, ngày càng nhiều nhà bán lẻ đang tìm cách tiếp cận các thị trường rộng lớn hơn bằng cách bán qua nhiều kênh, bao gồm cả doanh nghiệp gạch vữa và bán lẻ trực tuyến. Các công nghệ kỹ thuật số cũng đang thay đổi cách người tiêu dùng trả tiền cho hàng hóa và dịch vụ. Dịch vụ hỗ trợ bán lẻ cũng có thể bao gồm việc cung cấp tín dụng, dịch vụ giao hàng, dịch vụ tư vấn, dịch vụ stylist và một loạt các dịch vụ hỗ trợ khác.
Cửa hàng bán lẻ tồn tại dưới nhiều hình thức và trong nhiều bối cảnh khác nhau   - từ trung tâm mua sắm strip trong các đường phố dân cư cho đến các trung tâm mua sắm lớn, trong nhà. Phố mua sắm có thể hạn chế giao thông chỉ dành cho người đi bộ. Đôi khi, một khu phố mua sắm có một phần hoặc toàn bộ mái nhà để tạo ra một môi trường mua sắm thoải mái hơn - bảo vệ khách hàng khỏi các điều kiện thời tiết khác nhau như nhiệt độ khắc nghiệt, gió hoặc mưa. Các hình thức bán lẻ không phải là cửa hàng bao gồm bán lẻ trực tuyến (một loại thương mại điện tử được sử dụng cho các giao dịch giữa doanh nghiệp với người tiêu dùng (B2C)) và đặt hàng qua thư.

## Định nghĩa và giải thích
Bán lẻ đề cập đến hoạt động bán hàng hóa hoặc dịch vụ trực tiếp cho người tiêu dùng hoặc người dùng cuối. Một số nhà bán lẻ có thể bán cho khách hàng doanh nghiệp và việc bán hàng như vậy được gọi là hoạt động không bán lẻ. Trong một số khu vực hoặc khu vực pháp lý, các định nghĩa pháp lý về bán lẻ xác định rằng ít nhất 80 phần trăm hoạt động bán hàng phải dành cho người dùng cuối.
Bán lẻ thường xảy ra trong các cửa hàng bán lẻ hoặc cơ sở dịch vụ, nhưng cũng có thể xảy ra thông qua bán hàng trực tiếp như qua máy bán hàng tự động, bán hàng tại nhà hoặc các kênh điện tử. Mặc dù ý tưởng bán lẻ thường liên quan đến việc mua hàng hóa, thuật ngữ này có thể được áp dụng cho các nhà cung cấp dịch vụ bán cho người tiêu dùng. Các nhà cung cấp dịch vụ bán lẻ bao gồm ngân hàng bán lẻ, du lịch, bảo hiểm, y tế tư nhân, giáo dục tư nhân, công ty bảo mật tư nhân, công ty pháp lý, nhà xuất bản, giao thông công cộng và những người khác. Ví dụ, một nhà cung cấp du lịch có thể có một bộ phận bán lẻ đặt chỗ du lịch và chỗ ở cho người tiêu dùng cộng với một bộ phận bán buôn mua các khối nhà ở, khách sạn, vận chuyển và tham quan sau đó được đóng gói thành một tour du lịch để bán cho các đại lý du lịch bán lẻ.
Một số nhà bán lẻ đặt tên cho các cửa hàng của họ là "cửa hàng bán buôn" cung cấp "giá bán buôn". Mặc dù thông lệ này có thể khuyến khích người tiêu dùng tưởng tượng rằng họ có quyền truy cập vào giá thấp hơn, trong khi sẵn sàng đánh đổi giá giảm cho môi trường trong cửa hàng chật chội, theo nghĩa pháp lý nghiêm ngặt, một cửa hàng bán phần lớn hàng hóa trực tiếp cho người tiêu dùng, được định nghĩa là một nhà bán lẻ hơn là một nhà bán buôn. Các khu vực pháp lý khác nhau tính toán tham số là tỷ lệ giữa người tiêu dùng và doanh số bán hàng xác định doanh nghiệp bán lẻ.

## Lịch sử

### Bán lẻ thời cổ đại

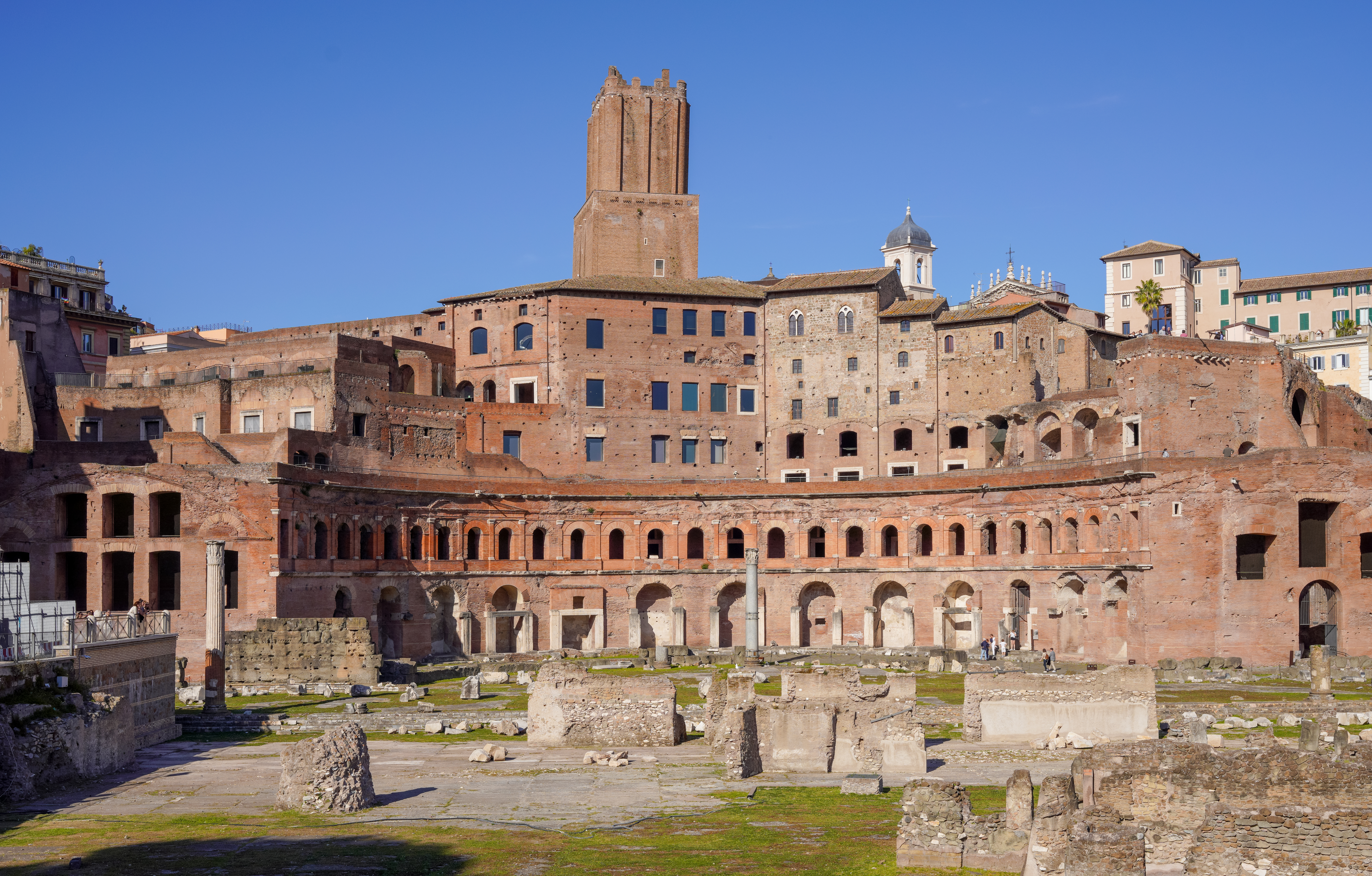
Thị trường tại Forum Trajan, ví dụ sớm nhất về mặt tiền cửa hàng bán lẻ vĩnh viễn

Thị trường bán lẻ đã tồn tại từ thời cổ đại. Bằng chứng khảo cổ cho thương mại, có thể liên quan đến hệ thống trao đổi, có từ hơn 10.000 năm. Khi các nền văn minh phát triển, trao đổi đã được thay thế bằng thương mại bán lẻ với tiền đúc. Việc mua bán được cho là đã xuất hiện ở Tiểu Á (Thổ Nhĩ Kỳ hiện đại) vào khoảng thiên niên kỷ thứ 7 TCN. Gharipour chỉ ra bằng chứng về các cửa hàng và trung tâm thương mại nguyên thủy ở Sialk Hills ở Kashan (6000 TCN), Catalk Huyuk ở Thổ Nhĩ Kỳ ngày nay (7.500 5,700 TCN), Jericho (2600 TCN) và Susa (4000 TCN). Chợ công cộng tổ chức ngoài trời đã được biết đến ở Babylonia, Assyria, Phoenicia và Ai Cập cổ đại. Những khu chợ này thường chiếm một vị trí trong trung tâm thị trấn. Xung quanh thị trường, các nghệ nhân lành nghề, như công nhân kim loại và công nhân da, chiếm các cơ sở thường trú trong các con hẻm dẫn đến khu chợ mở. Những nghệ nhân này có thể đã bán sản phẩm trực tiếp từ cơ sở của họ, nhưng cũng chuẩn bị hàng hóa để bán vào những ngày thị trường. Trong chợ Hy Lạp cổ đại hoạt động trong agora, một không gian mở trong những ngày họp chợ, hàng hóa được trưng bày trên chiếu hoặc quầy hàng tạm thời. Ở La Mã cổ đại, việc mua bán đã diễn ra trong forum. Rome có hai forum; Forum Romanum và Forum Trajan. Trajan là một không gian rộng lớn, bao gồm nhiều tòa nhà với các cửa hàng 4 tầng. Forum La Mã được cho là ví dụ sớm nhất về mặt tiền cửa hàng bán lẻ vĩnh viễn. Trong thời cổ đại, trao đổi liên quan đến bán hàng trực tiếp thông qua thương nhân hoặc người bán hàng rong và hệ thống trao đổi hàng đổi hàng là khá phổ biến.
Người Phoenicia, được chú ý vì kỹ năng đi biển của họ, đã đưa tàu của họ đi khắp Địa Trung Hải, trở thành một cường quốc thương mại vào thế kỷ thứ 9 TCN. Phoenicia nhập khẩu và xuất khẩu gỗ, dệt may, thủy tinh và sản xuất rượu vang, dầu, trái cây khô và các loại hạt. Kỹ năng giao dịch của họ đòi hỏi một mạng lưới các thuộc địa dọc theo bờ biển Địa Trung Hải, trải dài từ đảo hiện đại đến Tangiers và đến Sardinia. Người Phoenicia không chỉ buôn bán hàng hóa hữu hình mà còn là công cụ vận chuyển văn hóa. Mạng lưới thương mại rộng lớn của Phoenician đòi hỏi phải có sổ sách và thư tín đáng kể. Vào khoảng năm 1500 TCN, người Phoenicia đã phát triển một bảng chữ cái phụ âm, dễ dàng hơn nhiều để biết rằng các chữ viết phức tạp được sử dụng ở Ai Cập cổ đại và Mesopotamia. Thương nhân và thương nhân Phoenician đã truyền bá bảng chữ cái của họ xung quanh khu vực trên. Chữ khắc Phoenician đã được tìm thấy trong các địa điểm khảo cổ tại một số thành phố và thuộc địa cũ của Phoenicia quanh Địa Trung Hải, như Byblos (ở Liban ngày nay) và Carthage ở Bắc Phi.

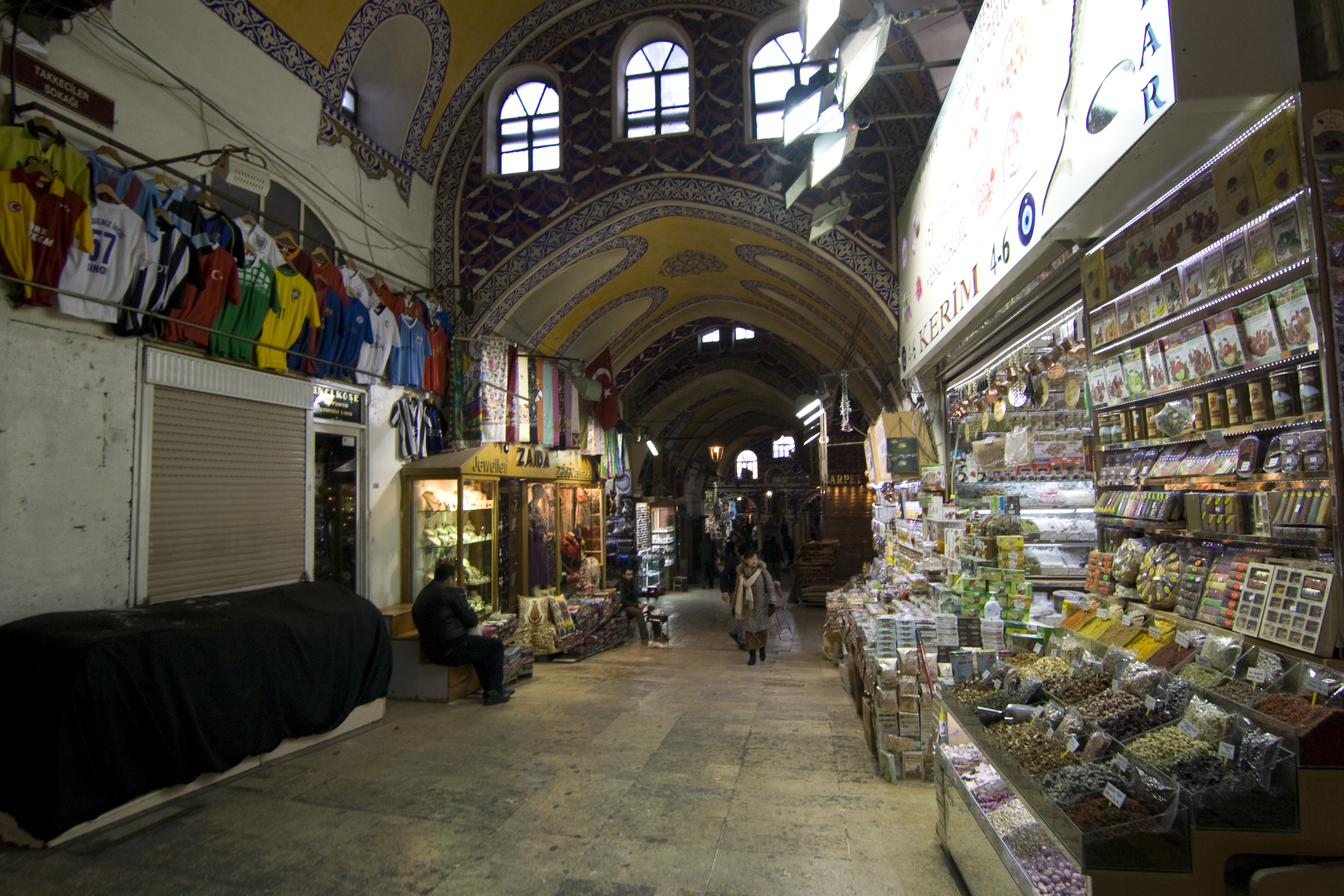
Grand Bazaar, Istanbul (nội địa). Được thành lập vào năm 1455, nó được cho là chợ hoạt động liên tục lâu đời nhất

Trong thời đại Graeco-Roman, thị trường chủ yếu phục vụ nông dân địa phương. Các nhà sản xuất địa phương, những người nói chung là nghèo, sẽ bán những khoản thặng dư nhỏ từ các hoạt động nông nghiệp cá nhân của họ, mua thiết bị nông nghiệp nhỏ và cũng mua một vài thứ xa xỉ cho nhà của họ. Các nhà sản xuất lớn như các bất động sản lớn đã đủ hấp dẫn để các thương nhân gọi trực tiếp tại cổng trại của họ, không cho phép các nhà sản xuất tham vào chợ địa phương. Các chủ đất rất giàu có quản lý phân phối riêng của họ, có thể có liên quan đến xuất khẩu và nhập khẩu. Bản chất của thị trường xuất khẩu trong thời cổ đại được ghi lại trong các nguồn cổ và nghiên cứu khảo cổ. Người La Mã thích mua hàng hóa từ những nơi cụ thể: hàu từ Londinium, quế từ một ngọn núi cụ thể ở Ả Rập và những sở thích dựa trên địa điểm này đã kích thích thương mại trên khắp châu Âu và Trung Đông. Chợ cũng là trung tâm quan trọng của đời sống xã hội.
Sự gia tăng của bán lẻ và tiếp thị ở Anh và Châu Âu đã được nghiên cứu rộng rãi, nhưng ít được biết về sự phát triển ở nơi khác. Tuy nhiên, nghiên cứu gần đây cho thấy Trung Quốc thể hiện một lịch sử phong phú của các hệ thống bán lẻ ban đầu. Ngay từ năm 200 TCN, bao bì và nhãn hiệu của Trung Quốc đã được sử dụng để ghi tên gia đình, tên địa điểm và chất lượng sản phẩm và việc sử dụng nhãn hiệu sản phẩm do chính phủ áp đặt đã được sử dụng trong khoảng từ năm 600 đến 900. Eckhart và Bengtsson đã lập luận rằng vào thời nhà Tống (960 -1127), xã hội Trung Quốc đã phát triển văn hóa tiêu dùng, nơi mức độ tiêu thụ cao có thể đạt được đối với nhiều người tiêu dùng thông thường thay vì chỉ là giới thượng lưu. Sự trỗi dậy của văn hóa tiêu dùng dẫn đến đầu tư thương mại vào hình ảnh công ty được quản lý cẩn thận, bảng hiệu bán lẻ, nhãn hiệu tượng trưng, bảo vệ thương hiệu và các khái niệm thương hiệu phức tạp.

### Bán lẻ ở châu Âu thời trung đại

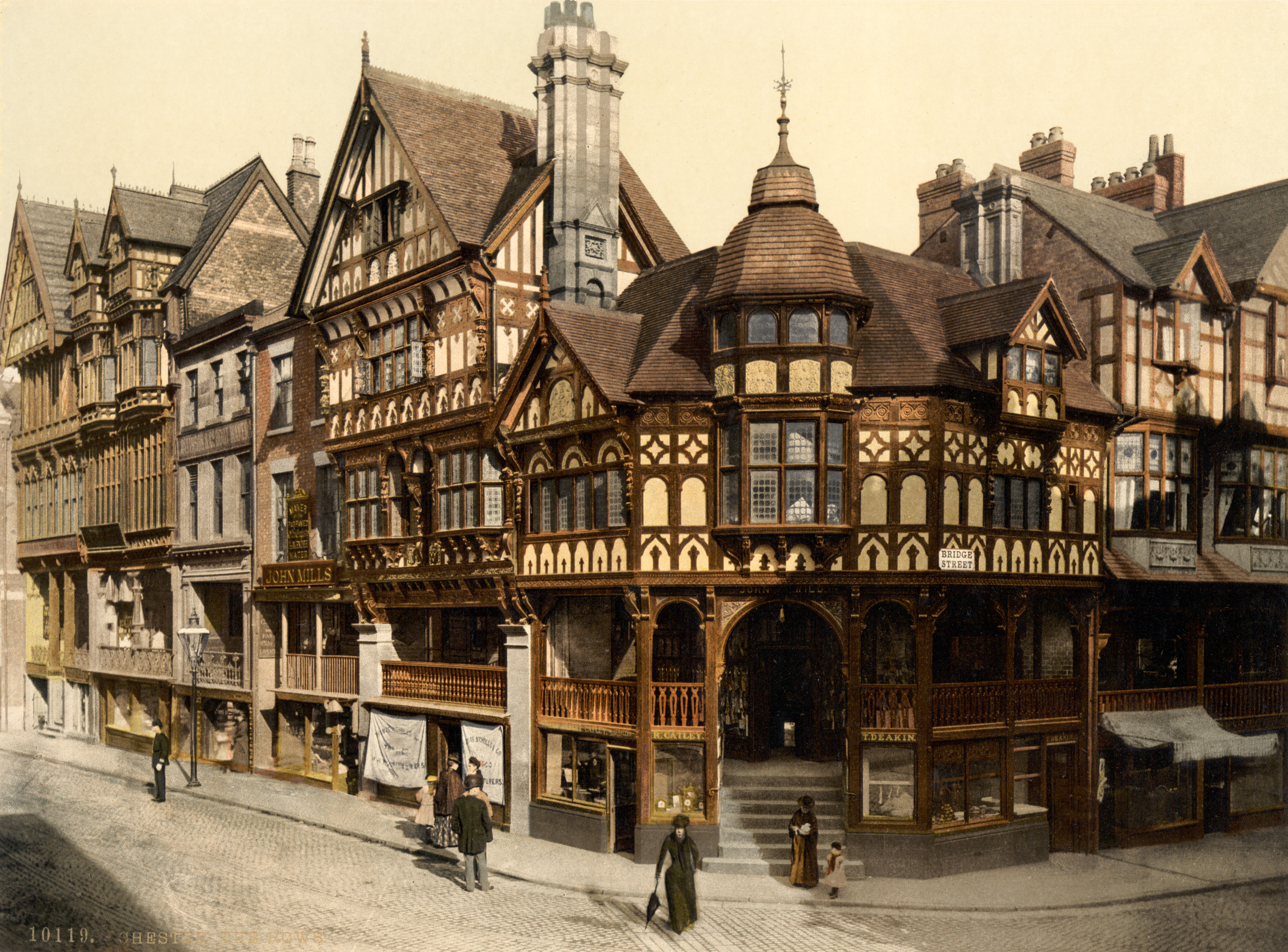
The Row, Chester, Cheshire, Anh, năm 1895; Một khu mua sắm độc đáo thời trung đại

Tại Anh và châu Âu vào đầu thời kỳ trung đại, có tương đối ít cửa hàng thường trực; thay vào đó, khách hàng phải đi tới nhà xưởng của thương gia để thảo luận về các lựa chọn mua trực tiếp với họ. Đến thế kỷ XIII, tại Luân Đôn, những thương gia bán vải vóc và đồ may vá (mercer và haberdasher) được cho là đã xuất hiện và những cửa hàng tạp hóa lúc này bán "các món đồ linh tinh lặt vặt cũng như các loại gia vị và thuốc". Cá và các sản phẩm dễ hỏng hóc khác được bán thông qua các khu chợ, người bán hàng rong, dân buôn lậu, người bán dạo hoặc các thể loại nhà phân phối hàng hóa lưu động khác.
Ở các thành phố đông dân hơn, một số lượng nhỏ các cửa hàng đã bắt đầu xuất hiện từ thế kỷ XIII. Tại Chester, một khu mua sắm rộng lớn kiểu trung đại đã xuất hiện, đại diện cho sự đổi mới quan trọng nhằm thu hút người mua sắm từ các khu vực xung quanh đó nhiều dặm. Được biết đến với cái tên "The Rows", nơi đây được cho là khu nhà mua sắm kiểu trung đại đầu tiên của châu Âu. Những nét kiến trúc cổ xưa được cho là từ giữa thế kỷ XIII của khu mua sắm Chester's Mediaval Row vẫn có thể được tìm thấy tại Cheshire. Vào khoảng thế kỷ XIII hoặc XIV, một khu mua sắm với nhiều cửa hàng khác được hình thành tại Drapery Row ở Winchester. Sự xuất hiện của những cái tên như Drapery Row, Mercer Lane và Ironmonger Lane trong thời kỳ trung đại cho thấy các cửa hàng thường trực đang dần trở nên phổ biến.

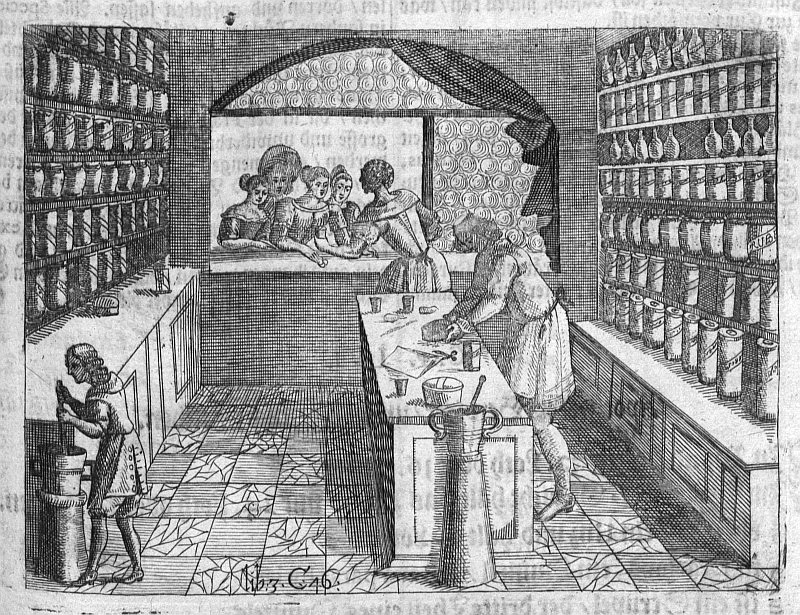
Một cửa hàng bán lẻ điển hình ở thế kỷ XVII, mở cửa trực tiếp bên đường để bán hàng cho khách

Các cửa hàng thời trung đại có khá ít điểm chung so với phiên bản hiện đại của chúng. Vào cuối thế kỷ XVI, các cửa hàng ở Luân Đôn được miêu tả giống như "những gian hàng thô lỗ" và người chủ thì "ồn ào như những kẻ hành tẩu". Mặt tiền cửa hàng thường có một cửa ra vào ở phía trước và hai cửa nhỏ mở rộng ở hai bên, bao phủ bởi cửa chớp. Các cửa chớp được thiết kế luôn mở để phần trên cùng sẽ tạo thành một mái hiên trong khi phần phía dưới được gắn chân và có thể phục vụ như một gian hàng nhỏ. Cox và Dannehl cho rằng trải nghiệm của người mua sắm thời Trung đại rất khác biệt. Các cửa hàng thường không có cửa sổ bằng kính, vật liệu rất hiếm trong thời kỳ trung đại và chỉ phổ biến vào thế kỷ XVIII, điều này khiến bên trong cửa hàng trở nên tối tăm. Hàng hóa thường không được bày biện ra ngoài và quầy hàng cũng chưa được biết tới, vì thế, người mua hàng có tương đối ít cơ hội để kiểm tra hàng hóa trước khi mua sắm. Nhiều cửa hàng mở cửa trên đường phố để phục vụ khách hàng thuận lợi hơn.
Bên ngoài các thành phố lớn, hầu hết những giao dịch mua hàng tiêu dùng được thực hiện tại các chợ hoặc hội chợ. Chợ được tổ chức hàng ngày tại các thị trấn và thành phố đông dân hoặc hàng tuần ở các huyện nông thôn dân cư thưa thớt. Các khu chợ bán rất nhiều sản phẩm tươi sống như trái cây, rau quả, bánh nướng, thịt, thịt gia cầm, cá và một số thực phẩm sẵn sàng để ăn khác. Trong khi đó, các hội chợ hoạt động theo định kỳ và hầu như luôn gắn liền với một lễ hội tôn giáo nào đó. Tại hội chợ, người ta thường bán các sản phẩm như nông cụ, đồ gia dụng, nội thất, thảm và gốm sứ. Các thị trấn chợ được tập hợp rải rác tại các vùng đông dân tại châu Âu thời trung đại, còn các nhà phân phối hàng hóa lưu động sẽ đi tới những khu ít dân cư hoặc khó tiếp cận hơn. Những người bán hàng rong và cung cấp hàng hóa lưu động kiểu này tiếp tục hoạt động buôn bán như vậy trong vài thế kỷ. Nhà triết học chính trị, John Stuart Mill đã so sánh sự tiện lợi của chợ/hội chợ với các nhà bán hàng lưu động như sau:
"Sự xuất hiện của các hội chợ và khu chợ đã sớm được đề cập đến, đó là một nơi để người tiêu dùng và người sản xuất gặp nhau trong những khoảng thời gian định kỳ mà không phải thông qua bất cứ trung gian nào; hoạt động này là một giải pháp tuyệt vời đối với nhiều bên, đặc biệt là đối với những người sản xuất nông nghiệp... nhưng lại không được thuận lợi cho những người mua có công việc đặc thù, không sống ở những khu vực lân cận và không thể di chuyển tới hội chợ ngay được... nhu cầu về hàng hóa của những người tiêu dùng này hoặc là phải được cung cấp từ rất lâu trước đó, hoặc là phải chờ đợi rất lâu không được cung cấp, vậy là trước cả khi các nguồn lực trong xã hội nhận ra rằng cần phải bổ sung các cửa hàng mới, nguồn cung cho những nhu cầu này dần dần rơi vào tay của những người bán hàng lưu động: người bán hàng rong, có thể xuất hiện mỗi tháng một lần, được ưa chuộng hơn là các hội chợ, xuất hiện chỉ một hoặc hai lần mỗi năm."

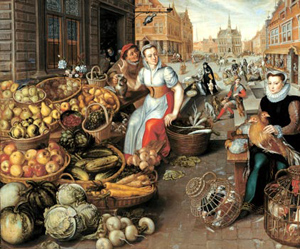
Chợ Hoa quả và Rau củ, Tranh vẽ bởi Arnout de Muyser, năm 1590

Nhà nghiên cứu Blintiff đã thực hiện điều tra về các mạng lưới phố chợ thời Trung đại đầu tiên trên khắp châu Âu và chỉ ra rằng vào thế kỷ XII, đã có sự gia tăng về số lượng của các phố chợ, cùng với đó là sự xuất hiện của các mạch thương mại trong bối cảnh rất nhiều thương gia mang theo hàng hóa dư thừa từ các khu vực và thị trường nhỏ để bán lại tại những phố chợ tập trung đông đúc dân cư. Những thị trường hàng hóa lớn sau đó xuất hiện độc lập bên ngoài châu Âu. Khu chợ Grand Bazaar ở Istanbul được biết đến như khu chợ cổ xưa nhất của thế giới vẫn còn hoạt động, được xây dựng vào năm 1455. Những người khai phá đến từ Tây Ban Nha cũng đã tạo nên các khu chợ nổi tiếng tại châu Mỹ. Vào thế kỷ XV, Chợ Mexica (Aztec) ở Tlatelolco được biết đến là khu chợ lớn nhất trên toàn châu Mỹ.
Tại Anh, các phố chợ đã được quy định ngay từ thời kỳ đầu trung đại. Vua nước Anh ban tặng một đặc quyền cho phép các Lãnh chúa địa phương được tạo ra các khu chợ và hội chợ trong một thị trấn hoặc một ngôi làng. Đặc quyền này sẽ cấp cho các lãnh chúa quyền thu phí và cũng được bảo hộ khỏi các chợ cạnh tranh xung quanh. Ví dụ, một khu chợ đặc quyền khi được cấp cho một số ngày buôn bán cụ thể, những khu chợ cạnh tranh gần đấy sẽ không được phép mở cửa trong những ngày này. Trên khắp các quận của Anh, một mạng lưới các khu chợ đặc quyền mọc lên trong khoảng thời gian từ thế kỷ XII đến thể kỷ XVI, mang đến cho người tiêu dùng rất nhiều sự lựa chọn phù hợp trong mua bán hàng hóa. Một nghiên cứu về thói quen mua hàng của các thầy tu và những người tiêu dùng khác ở Anh thời kỳ trung đại cho thấy người mua trong thời kỳ này tương đối khó tính. Quyết định mua hàng của họ được dựa trên các tiêu chí như nhận thức của người tiêu dùng về phạm vi, chất lượng và giá cả của hàng hóa. Điều này giúp họ đưa ra các quyết định về việc nên mua hàng ở khu chợ hoặc cửa hàng nào thì hợp lý hơn.
Braudel và Reynold đã thực hiện một nghiên cứu có hệ thống về các phố chợ châu Âu trong khoảng thời gian giữa thế kỷ XIII và XV. Những gì họ tìm được cho thấy chợ tại các khu vực quận nhỏ thường được tổ chức một hoặc hai lần mỗi tuần tuần trong khi tại các thành phố lớn hơn, chợ thường được mở bán hàng ngày. Dần dần theo thời gian, các cửa hàng thường trực mở bán thường xuyên bắt đầu thay thế cho các khu chợ định kỳ, đồng thời những người bán hàng rong cũng góp phần lấp đầy khoảng trống trong việc phân phối hàng hóa. Thị trường hữu hình được thể hiện thông qua các giao dịch trao đổi còn nền kinh tế được thể hiện thông qua hoạt động thương mại địa phương. Braudel ghi nhận lại rằng, vào năm 1600, hàng hóa thường được di chuyển trong khoảng cách tương đối ngắn - 5-10 dặm đối với các loại hạt; 40-70 dặm đối với gia súc; 20-40 dặm đối với len và vải len. Tiếp sau thời đại khám phá thế giới của các nước châu Âu, hàng hóa dần được nhập khẩu từ những vùng đất xa xôi hơn: vải từ Ấn Độ; sứ, lụa và trà từ Trung Quốc; gia vị từ Ấn Độ và Đông Nam Á; thuốc lá, đường, rượu rum và cà phê từ Tân Thế giới.
Nhà lý luận người Anh, Joseph Addison, vào năm 1711 đã miêu tả xuất xứ kỳ lạ của những sản phẩm trong xã hội nước Anh bằng những câu văn như sau:
"Con thuyền của chúng ta được chất đầy bởi những Thu hoạch từ mọi vùng Khí hậu: Bàn của chúng ta đựng các loại Gia vị, Dầu và Rượu vang: Phòng của chúng ta chứa toàn là những Kim tự tháp của Trung Quốc, được trang trí bởi Thợ Thủ công tới từ Nhật Bản: Bia Buổi sáng của chúng ta tới từ những Vùng xa xôi nhất của Trái đất: Chúng ta chữa lành Thân thể của mình bằng những loại Thuốc men đến từ châu Mỹ và ngả lưng xuống trong những chiếc Giường Canopy của Ấn Độ. Bạn của tôi, Ngài ANDREW gọi những Vườn nho của Pháp là Vườn của chúng ta; Quần đảo Gia vị là Giường ngủ nóng nực của chúng ta; những người Ba Tư là Người dệt lụa cho chúng ta; còn người Trung Quốc là Người làm gốm cho chúng ta. Thiên nhiên quả thực đã ban cho chúng ta mọi Nhu cầu thiết yếu của Cuộc sống, nhưng Giao thương còn mang cho chúng ta một sự Đa dạng tuyệt vời hơn những thứ Hữu ích, đồng thời cung cấp cho chúng ta mọi thứ Tiện nghi và Đẹp đẽ."
Luca Clerici đã thực hiện một cuộc nghiên cứu chi tiết về thị trường thực phẩm ở Vicenza vào thế kỷ XVI. Ông đã phát hiện ra rằng có khá nhiều kiểu đại lý hoạt động trong các khu chợ. Ví dụ, việc buôn bán sữa, pho mai và bơ sẽ được thực hiện bởi thành viên của hai bang hội: người bán trong cửa hàng (cheesemonger) và "người bán lại" (người bán hàng rong bán nhiều loại thực phẩm), thậm chí còn có cả những người bán khác không thuộc về bang hội nào. Các cửa hàng của cheesemonger được nằm ở tòa thị chính, vì thế nên rất sinh lợi. Các bên bán lại và bán trực tiếp đã đối phó lại bằng cách tăng số lượng người bán, do đó gia tăng sự cạnh tranh và tạo ra lợi ích cho người tiêu dùng. Người bán hàng trực tiếp là những người mang sản phẩm từ các vùng nông thôn xung quanh, sau đó bán sản phẩm thông qua thị trường ở khu trung tâm và định giá ở mức thấp hơn đáng kể so với các cheesemonger.

## Chiến lược bán lẻ

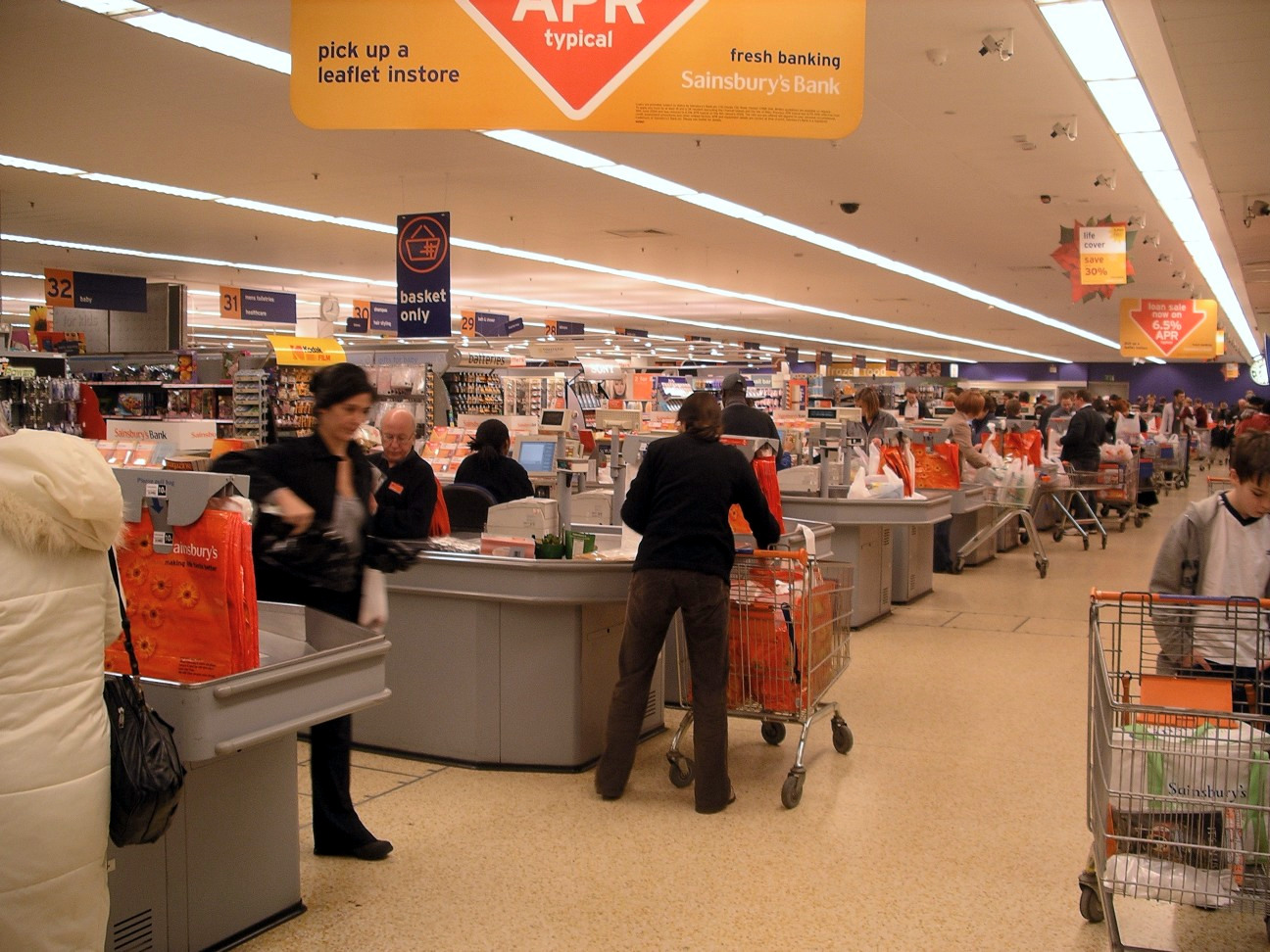
Các nhà bán lẻ đưa ra rất nhiều quyết định về chiến lược – loại cửa hàng, thị trường phục vụ, phân loại sản phẩm và dịch vụ khách hàng

Sự khác biệt giữa việc ra quyết định "chiến lược" và "quản lý" thường được sử dụng để phân biệt "hai giai đoạn có mục tiêu khác nhau và dựa trên các công cụ khái niệm khác nhau. Hoạch định chiến lược quan tâm đến sự lựa chọn các chính sách để cải thiện vị thế cạnh tranh của công ty, trong đó có tính đến các thách thức và cơ hội do môi trường cạnh tranh tạo ra. Mặt khác, việc ra quyết định "quản lý" thì lại tập trung vào việc triển khai các mục tiêu cụ thể."
Trong bán lẻ, kế hoạch chiến lược được thiết kế để hiện thực hóa tầm nhìn của doanh nghiệp, cùng với đó là cung cấp hướng dẫn cho những người đưa ra quyết định và đưa ra một bản phác thảo về cách thức kết hợp sản phẩm và dịch vụ để tối ưu hóa sự hài lòng của khách hàng. Là một phần của quá trình hoạch định chiến lược, thông thường, các nhà hoạch định chiến lược sẽ tiến hành xem xét các yếu tố về môi trường một cách chi tiết nhằm tìm cách xác định các xu hướng và cơ hội trong môi trường cạnh tranh, môi trường thị trường, môi trường kinh tế và môi trường chính trị theo luật định. Chiến lược bán lẻ thường sẽ được lên kế hoạch và đánh giá lại bởi giám đốc điều hành sau mỗi 3-5 năm.
Phân tích chiến lược bán lẻ thường bao gồm các yếu tố sau:

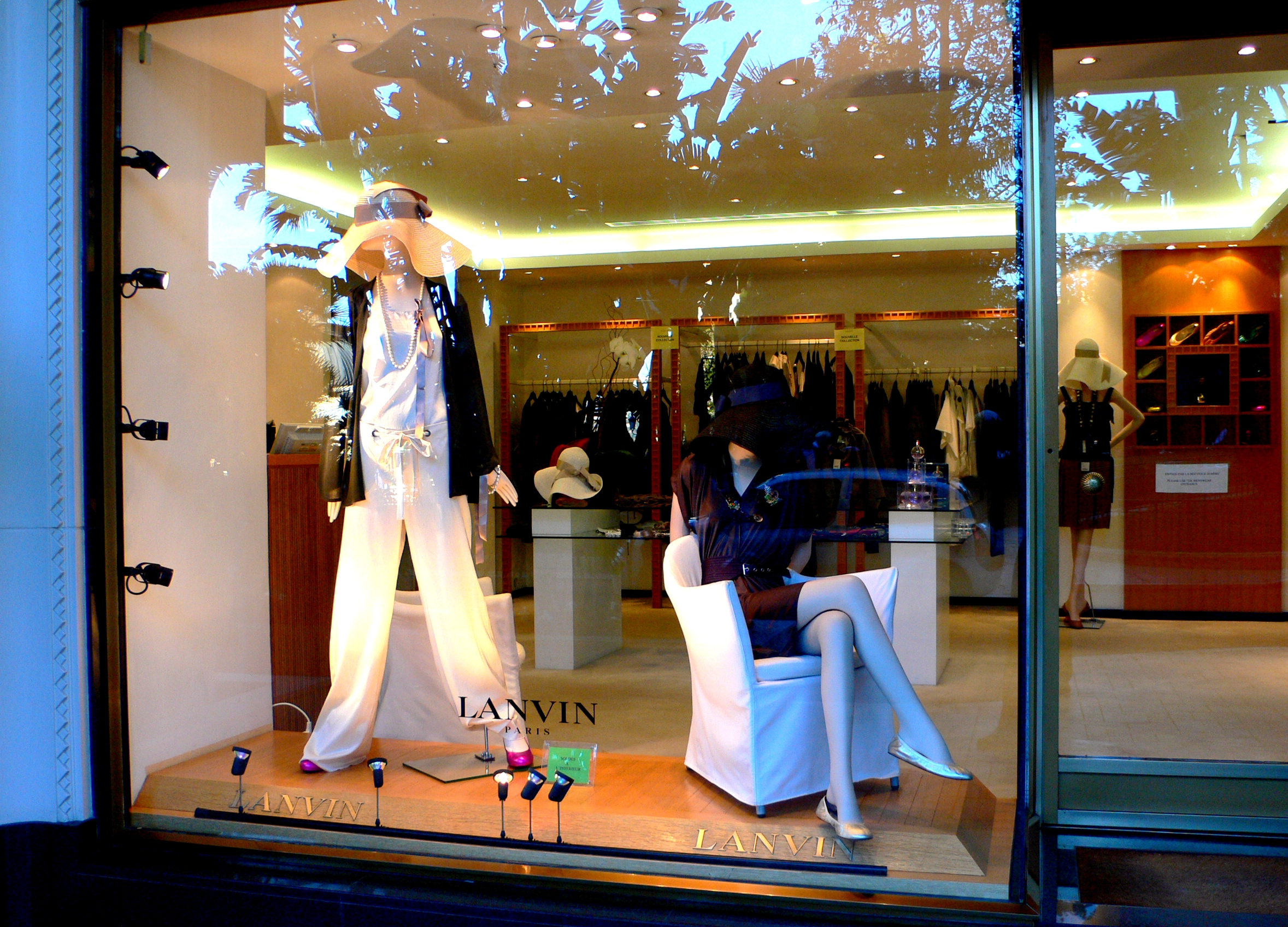
Nhà bán lẻ cũng cân nhắc về vị trí chiến lược và hình ảnh của cửa hàng một cách tổng thể

* Phân tích thị trường
Quy mô thị trường, giai đoạn của thị trường, tính cạnh tranh của thị trường, sức hấp dẫn của thị trường, các xu hướng của thị trường
* Phân tích khách hàng
Phân khúc thị trường, nhân khẩu học, thông tin về địa lý và tâm lý, giá trị và thái độ, thói quen mua sắm, thương hiệu ưa chuộng, phân tích nhu cầu và mong muốn, thói quen đối với truyền thông
* Phân tích yếu tố bên trong
Các nguồn lực khác, ví dụ như nguồn nhân lực, nguồn lực kỹ thuật, tài chính, nguồn lực để tạo ra, tính kinh tế nhờ quy mô và tính kinh tế nhờ phạm vi, quan hệ thương mại, danh tiếng, vị thế, hiệu quả kinh doanh trong quá khứ
* Phân tính khả năng cạnh tranh
Sự sẵn có của các sản phẩm thay thế, điểm mạnh và điểm yếu của đối thủ cạnh tranh, sơ đồ nhận thức, xu hướng cạnh tranh
* Đánh giá giản phẩm
Doanh thu trên mỗi feet vuông, tỷ lệ doanh thu cổ phiếu, lợi nhuận trên mỗi dòng sản phẩm
* Đánh giá kênh phân phối
Thời gian chờ từ khi đặt hàng cho đến khi giao hàng, chi phí phân phối, hiệu quả chi phí của các mô hình trung gian
* Đánh giá tính kinh tế của chiến lược
Phân tích lợi ích chi phí của các hoạt động theo kế hoạch

## Danh sách 10 nhà bán lẻ hàng đầu thế giới
Trung Quốc hiện tại đang là thị trường bán lẻ lớn nhất trên thế giới.
| 10 nhà bán lẻ hàng đầu thế giới | 10 nhà bán lẻ hàng đầu thế giới | 10 nhà bán lẻ hàng đầu thế giới         | 10 nhà bán lẻ hàng đầu thế giới | 10 nhà bán lẻ hàng đầu thế giới                 | 10 nhà bán lẻ hàng đầu thế giới   |
| Thứ hạng                        | Công ty                         | Quốc gia                                | Doanh thu năm 2017(tỷ đô la Mỹ) | Hình thức chủ yếu (2015)                        | Số quốc gia đang hoạt động (2015) |
| ------------------------------- | ------------------------------- | --------------------------------------- | ------------------------------- | ----------------------------------------------- | --------------------------------- |
| 1                               | Walmart                         | Hoa Kỳ                                  | 500,34                          | Đại siêu thị/Trung tâm thương mại/Siêu cửa hàng | 30                                |
| 2                               | Amazon                          | Hoa Kỳ                                  | 177,86                          | Thương mại điện tử                              | 14                                |
| 3                               | Walgreens Boots Alliance        | Hoa Kỳ                                  | 131,5                           | Cửa hàng thuốc                                  | 10                                |
| 4                               | Costco                          | Hoa Kỳ                                  | 129,0                           | Bán sỉ/Kinh doanh tại kho                       | 10                                |
| 5                               | Kroger                          | Hoa Kỳ                                  | 122,66                          | Đại siêu thị                                    | 1                                 |
| 6                               | Schwarz Gruppe (Lidl)           | Đức                                     | 110,05                          | Cửa hàng giảm giá                               | 26                                |
| 7                               | The Home Depot                  | Hoa Kỳ                                  | 100,9                           | Thiết bị gia đình                               | 4                                 |
| 8                               | Carrefour                       | Pháp                                    | 89,63                           | Đại siêu thị/Trung tâm thương mại/Siêu cửa hàng | 35                                |
| 9                               | Tesco                           | Vương quốc Liên hiệp Anh và Bắc Ireland | 72,96                           | Đại siêu thị/Trung tâm thương mại/Siêu cửa hàng | 10                                |
| 10                              | Aldi                            | Đức                                     | 69,18                           | Cửa hàng giảm giá                               | 17                                |

## Ảnh

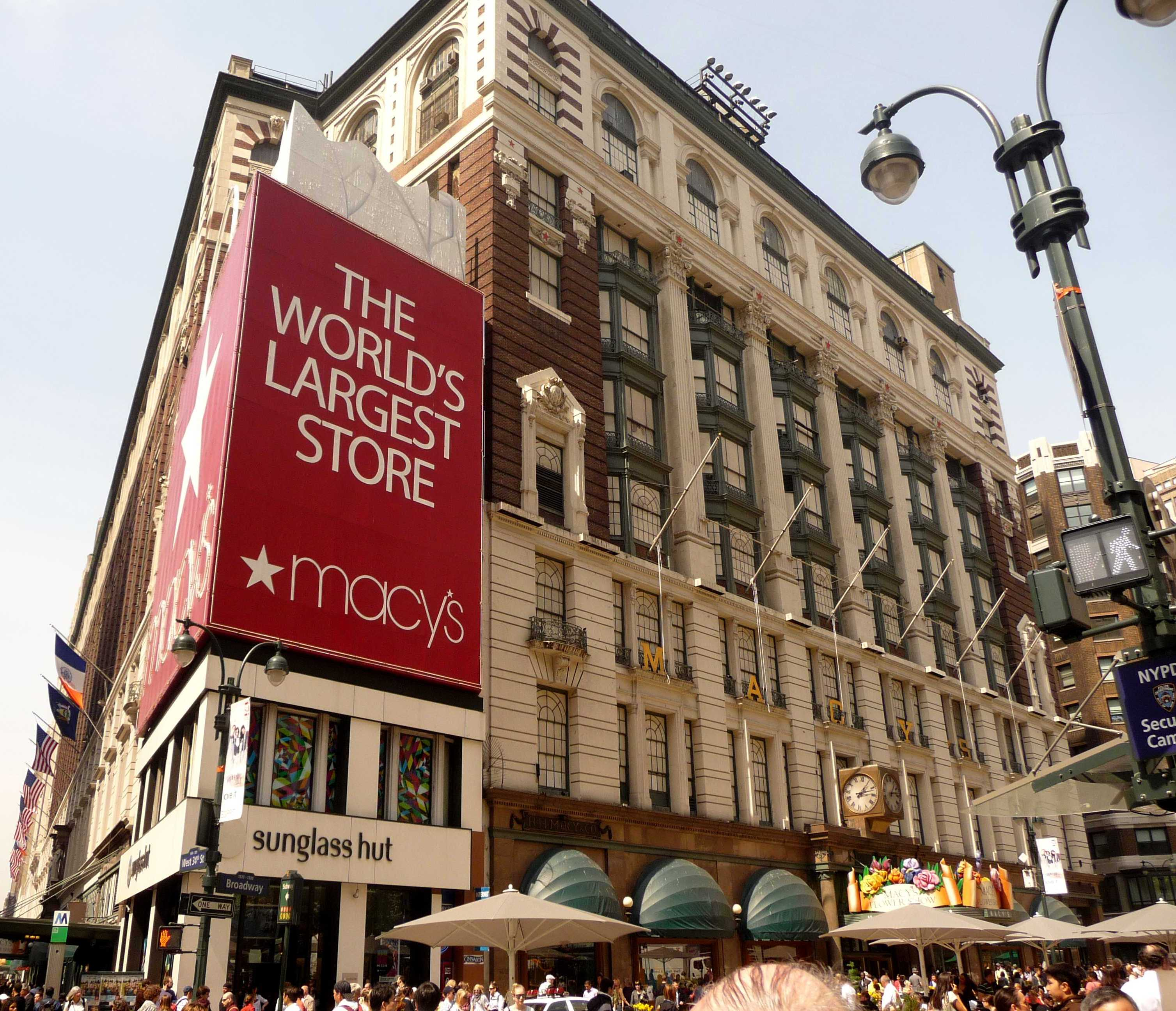
Macy's Herald Square, Thành phố New York
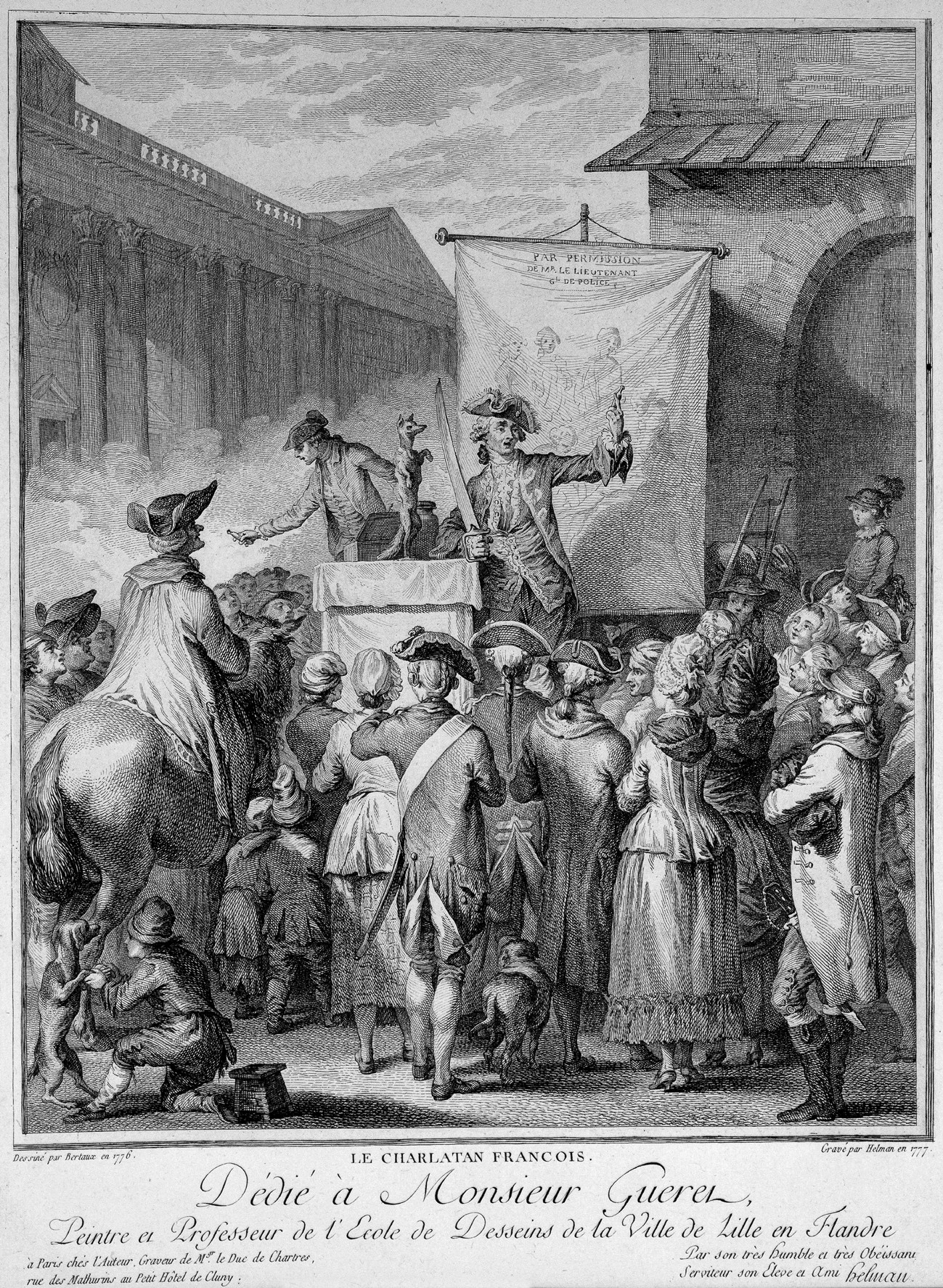
Một người bán hàng rong Pháp được miêu tả đang bán thuốc trên sân khấu
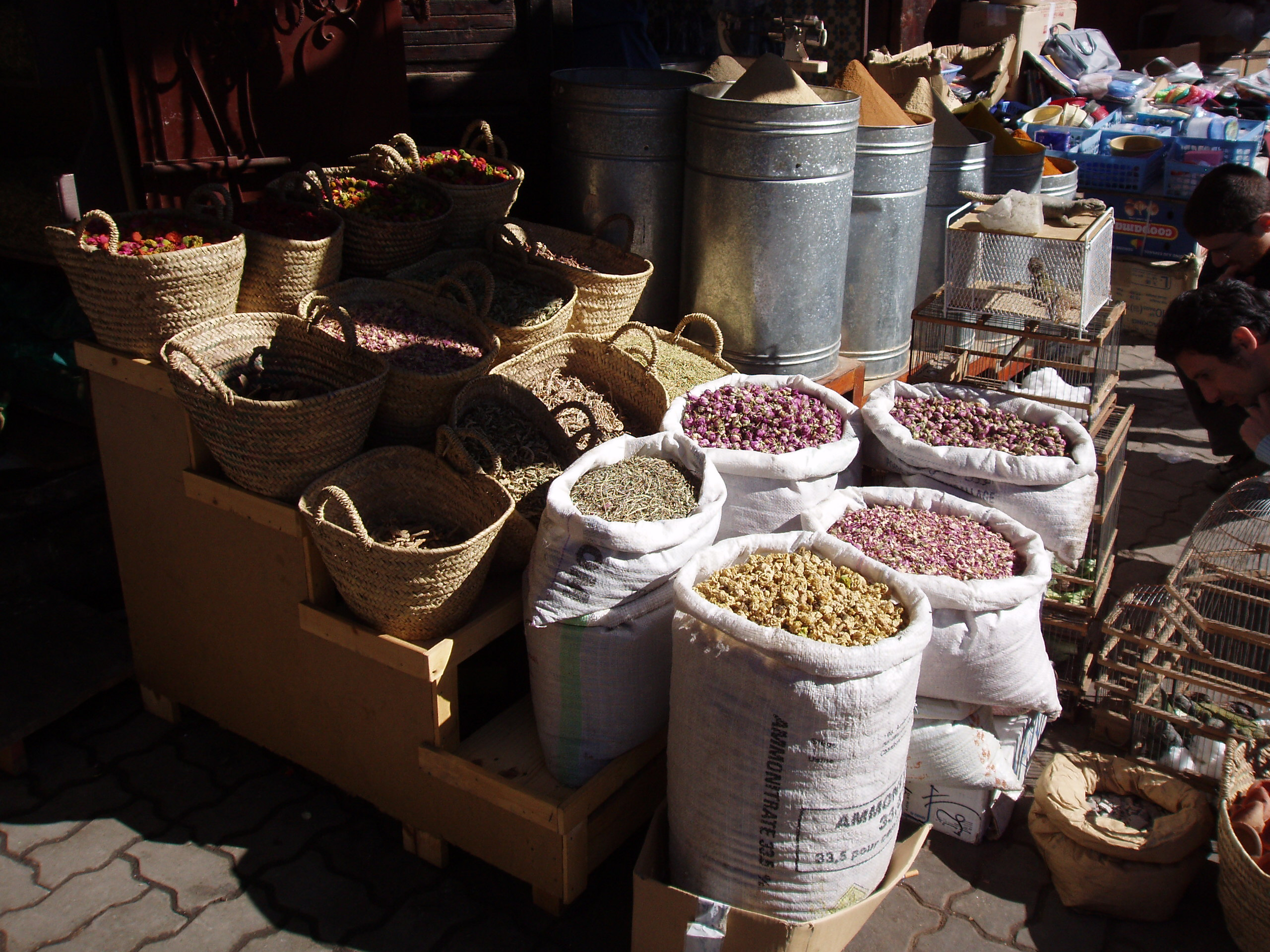
Hàng hóa được đựng trong souq ở Marrakech